# Polarität (Astrologie)
Die Polarität drückt in der Astrologie die Zuordnung von Planeten und Tierkreiszeichen zu einer Seite der Polaritäten von weiblich und männlich, Tag (diurnal) und Nacht (nocturnal), aktiv und passiv, gebend und empfangend usw. aus.
In Zusammenhang mit der Polarität männlich-weiblich spricht man auch vom Geschlecht eines Planeten oder eines Zeichens.
Wegen des inhärenten Sexismus einer solchen Zuordnung verwendet man in der modernen astrologischen Literatur eher die Begriffe positiv und negativ in einem neutralen, nicht wertenden Sinn, ähnlich wie Polarität in der Physik oder Yin und Yang in der chinesischen Philosophie.

## Polarität und Planeten
Ptolemäus gibt im Tetrabiblos eine Einordnung der sieben Planeten in Anlehnung an die aristotelischen Grundquaitäten (warm/feucht, warm/trocken, kalt/trocken und kalt/feucht) an:
| Planet  | Qualität                       |
| ------- | ------------------------------ |
| Saturn  | kalt und trocken               |
| Jupiter | warm und feucht                |
| Mars    | heiß und trocken               |
| Sonne   | heiß und mäßig trocken         |
| Venus   | warm und feucht                |
| Merkur  | abwechselnd trocken und feucht |
| Mond    | warm und sehr feucht           |

Da Ptolemäus zufolge die Feuchtigkeit dem weiblichen Geschlecht entspricht, ordnet er die Planeten vornehmlich feuchter Natur als weiblich ein, also Mond und Venus. Die anderen Planeten sind demnach männlich, mit Ausnahme des Merkur, der, manchmal Feuchtigkeit und manchmal Trockenheit bewirkend, als sowohl männlich als auch weiblich gilt.

Ptolemäus baut diese Polaritätsspekulation weiter aus in Hinblick auf den Gegensatz von Tag und Nacht. Der Tag sei heiß und die Zeit des Handels, daher männlich, die Nacht dagegen feucht und die Zeit der Ruhe, daher weiblich. Aus diesem Grund ordnet er Sonne und Jupiter als männliche Tagplaneten und Mond und Venus als weibliche Nachtplaneten ein. Merkur gehört wieder sowohl Tag als auch Nacht an. Die beiden verbleibenden Planeten gelten als Übeltäter, weshalb sie so zugeordnet werden, dass ihre schädlichen Eigenschaften gewissermaßen kompensiert werden, so wird der kalte Saturn dem heißen Tag und der trockene Mars der feuchten Nacht zugeordnet.
Daraus ergeben sich die folgenden Zuordnungen für die Planeten:
| Planet  | männlich/weiblich | Tag/Nacht  |
| ------- | ----------------- | ---------- |
| Saturn  | männlich          | Tag        |
| Jupiter | männlich          | Tag        |
| Mars    | männlich          | Nacht      |
| Sonne   | männlich          | Tag        |
| Venus   | weiblich          | Nacht      |
| Merkur  | ambivalent        | ambivalent |
| Mond    | weiblich          | Nacht      |

Ptolemäus gebrauchte in Zusammenhang damit, wo ein Planet seiner Polarität entsprechend günstig wirkt, das griechische Wort hairesis (αἵρεσις), wovon sich auch der Begriff Häresie ableitet, und in diesem Zusammenhang eine Bedingung oder einen Umstand bezeichnet. Das Wort wurde als conditio und etwas unglücklich auch als secta ins Lateinische übersetzt. Von dort aus gelangte es in die englische astrologische Literatur, wo der Ausdruck „in sect“ meint, dass ein Planet seiner Polarität entsprechend gestellt ist.

## Polarität und Zeichen
Auch bei den Tierkreiszeichen werden gemäß Ptolemäus die Polaritäten männlich/weiblich und Tag/Nacht zugeordnet, und zwar entsprechend ihrer Zuordnung zu den vier Elementen, derart, dass die Feuer- und Luftzeichen (Widder, Löwe, Schütze, Zwillinge, Waage, Wassermann) als männliche Tagzeichen gelten und die Erd- und Wasserzeichen (Stier, Krebs, Jungfrau, Skorpion, Steinbock, Fische) als weibliche Nachtzeichen. Daraus ergibt sich, dass die Polaritäten im Tierkreis abwechselnd aufeinander folgen, beginnend mit dem Widder als männliches Tagzeichen.